# Joanne van der Leun
Joanne Pauline van der Leun (* 1963) ist eine niederländische Kriminologin und Hochschullehrerin an der Universität Leiden.

## Leben und Wirken
Nach ihrem Schulabschluss studierte van der Leun zunächst Jugendhilfe an einer Fachhochschule in Leeuwarden und arbeitete in der Folge als pädagogische Mitarbeiterin in einem Asthmazentrum. Ab 1991 studierte sie Soziologie an der Universität Utrecht, wo sie 1995 ihren Abschluss machte. Ab 1997 war sie als wissenschaftliche Mitarbeiterin von Godfried Engbersen an der Erasmus-Universität Rotterdam, wo sie 2001 mit der Arbeit Looking for Loopholes: Processes of Incorporation of Illegal Immigrants in the Netherlands über irreguläre Migration promoviert wurde.
Nach ihrer Promotion wechselte van der Leun an die Universität Leiden in den Fachbereich für Kriminologie, den sie mitbegründete. 2008 wurde sie dort an der rechtswissenschaftlichen Fakultät zur ordentlichen Professorin für Kriminologie ernannt. Von 2014 bis 2016 war sie akademische Leiterin des Instituts für Strafrecht und Kriminologie an der Leidener rechtswissenschaftlichen Fakultät. Am 1. September 2016 wurde van der Leun zur Dekanin der juristischen Fakultät ernannt. Am 25. Mai 2023 trat sie geschlossen mit dem restlichen Fakultätsrat einschließlich der Prodekane wegen interner Differenzen zurück. Zum 1. Januar 2025 wurde sie zur akademischen Leiterin für internationale Beziehungen der Universität Leiden bestellt.

## Forschung
Van der Leuns Forschungsschwerpunkte liegen insbesondere im Schnittbereich zwischen irregulärer Migration und Kriminalität sowie in der Kriminalisierung von Migration, der sogenannten „crimmigration“. Auch das Recht der Grenzkontrollen und der illegalen Grenzübertritte gehören zu ihren Forschungsschwerpunkten. Fachübergreifend forscht sie zu ethnischem und sogenanntem Racial Profiling. Sie ist unter anderem Mitherausgeberin des 2008 erschienenen Werkes Illegal Migration and Gender in a Global and Historical Perspective.